# Amandus Hasselbach
Amandus Hasselbach OFM Cap (* 20. Juni 1935 in Wiesbaden als Kurt Heinrich Hasselbach; † 28. September 2012 in Frankfurt am Main) war ein deutscher Kapuzinerpater, Gehörlosenseelsorger sowie Schauspieler und Moderator. Er galt als Pionier in der Arbeit mit Gehörlosen.

## Leben
Kurt Hasselbach trat der Ordensgemeinschaft der Kapuziner bei und erhielt den Ordensnamen Amandus. Nach seinem Studium der Philosophie in Krefeld sowie der Theologie in Münster arbeitete er in der Missionspublizistik. Der Münsteraner Bischof Joseph Höffner spendete ihm am 30. März 1963 die Priesterweihe. Er war zunächst in der Krankenhausseelsorge in der Raphaelsklinik in Münster tätig. 1964 wurde er für die Missionsprokur der Kapuziner in Münster tätig und begründete die Missionszeitschrift kontinente. Er war Missionssekretär seines Ordens.
1977 wechselte Amandus Hasselbach in das Liebfrauenkloster in Frankfurt am Main und war von 1977 bis 1991 Guardian des Kapuzinerkonventes.
Hasselbach engagierte sich über 30 Jahre lang als Gehörlosenseelsorger und in Theaterprojekten mit hörgeschädigten Menschen. Mit der katholischen Gehörloseninitiative PAX konnte er 1998 die Anerkennung der Deutschen Gebärdensprache erstmals als eigenständige Sprache im Hessischen Landtag durchsetzen. Bundesweit erhielt er mit seinem Engagement im Rahmen des Gleichstellungsgesetz im Jahr 2002 Bekanntheit. Nach Auflösung des PAX gründete er 2007 den Verein LUKAS 14, der sich für die Integration von Menschen mit Behinderungen einsetzt.
Hasselbach war 2000 Initiator des Frankfurter Evangelienspiels auf dem Römerberg, das in den Jahren 2000, 2003, 2006, 2009, 2012 und 2015 durchgeführt wurde. Große Bekanntheit erzielte er in der Zusammenarbeit mit Wolfgang Kaus, dem künstlerischen Leiter des Frankfurter Volkstheaters sowie der Volksschauspielerin Liesel Christ. Seit 2006 moderierte er zusammen mit Barbara Siehl die Sendung Pater Amandus im HR-Fernsehen.

## Ehrungen
- Ehrenplakette der Stadt Frankfurt am Main, verliehen durch die Oberbürgermeisterin Petra Roth (1996)

## Schriften
- Daniela Happ, Amandus Hasselbach, Christina Kupczak, Helen Leuninger: Horizon „Relex“ : Lexikon für religiöse Gebärden. Frankfurt am Main : Institut für Deutsche Sprache und Literatur, 1998.